# Grallaria alleni
A Grallaria alleni a madarak osztályának verébalakúak (Passeriformes) rendjébe és a hangyászpittafélék (Grallariidae) családjába tartozó faj.

## Rendszerezése
A fajt Frank Chapman amerikai ornitológus írta le 1912-ben.

## Alfajai
- Grallaria alleni alleni Chapman, 1912
- Grallaria alleni andaquiensis Hernandez-Camacho & Rodriguez-M, 197[2]

## Előfordulása
Az Andok-hegységben Ecuador és Kolumbia területén honos. Természetes élőhelyei a szubtrópusi vagy trópusi hegyi esőerdők. Állandó, nem vonuló faj.

## Megjelenése
Testhossza 16 centiméter.

## Életmódja
A talajon keresi táplálékát.

## Természetvédelmi helyzete
Az elterjedési területe kicsi, erősen széttagolt és csökken, egyedszáma 7000 példány alatti és szintén csökken. A Természetvédelmi Világszövetség Vörös listáján sebezhető fajként szerepel.